# Karl Wilhelm Ramler
Karl Wilhelm Ramler, né le 25 février 1725 à Kolberg et mort le 11 avril 1798 à Berlin, est un poète, critique et traducteur prussien.

## Biographie
Ramler fut élevé dans les maisons d’orphelins de Stettin, puis à l’université de Halle. Monté à Berlin, il fut précepteur chez la sœur de Gleim et, bientôt après, professeur de logique à l’École militaire de Berlin. Ses vers en l’honneur de Frédéric le Grand et de Frédéric-Guillaume II lui valurent les faveurs de la cour. Nommé membre de l’Académie de Berlin en 1786, il devint directeur du théâtre royal (1787-96), après avoir été associé avec Johann Jakob Engel.
Ramler s’est acquis la réputation d’un habile et harmonieux imitateur d’Horace dans le genre de l’ode ; on vantait surtout la pureté et la correction de son style et sa science de la langue allemande. Lessing, Nicolai, Götz, Weiße, avaient une telle confiance dans son goût qu’ils lui faisaient réviser leurs écrits, et il s’acquitta plusieurs fois de cette tâche en grammairien qui fait la guerre à l’originalité.
Portant souvent sur des sujets insignifiants, ses poésies lyriques, Fables, Odes, Cantates, Chansons et autres poésies, qui forment la transition vers une littérature nationale, ont paru en plusieurs recueils et ont été réunies par Göckingk, sous le titre de Poetische Werke (Œuvres poétiques ; Berlin, 1800-1801, 2 vol.). Un choix de ses Poésies lyriques a été traduit en français par Lacault (Berlin, 1777, in-8°). Ses traductions en vers Anacréon, Sapho, Horace, Catulle et Martial, publiées séparément, ont été plusieurs fois réimprimées.
On cite de Ramler, comme ouvrages de critique : Allegorische Personen zum Gebrauch der bildende den Künstler (les Personnages allégoriques de la sculpture à l’utilisation des artistes en formation ; Berlin, 1788, in-4°, avec gravures) ; Kurzgefaste Mythologie (Abrégé de Mythologie ; Ibid., 1790, 2 vol. in-8o, avec grav., nomb. éditions) ; Kritische Nachrichte aus dem Reiche der Gelehrsamkeit (Bulletins critiques du monde lettré ; Ibid., 1750-1751), publiés avec Sulze, etc. Il a édité divers recueils de poésies choisies et il a également traduit les Beaux-Arts réduits à un même principe de Batteux en l’augmentant d’exemples empruntés aux poètes allemands, Leipzig, 1758.

## Source
- Gustave Vapereau, Dictionnaire universel des littératures, Paris, Hachette, 1876, p. 1695-1696.